# Middendek-tanker

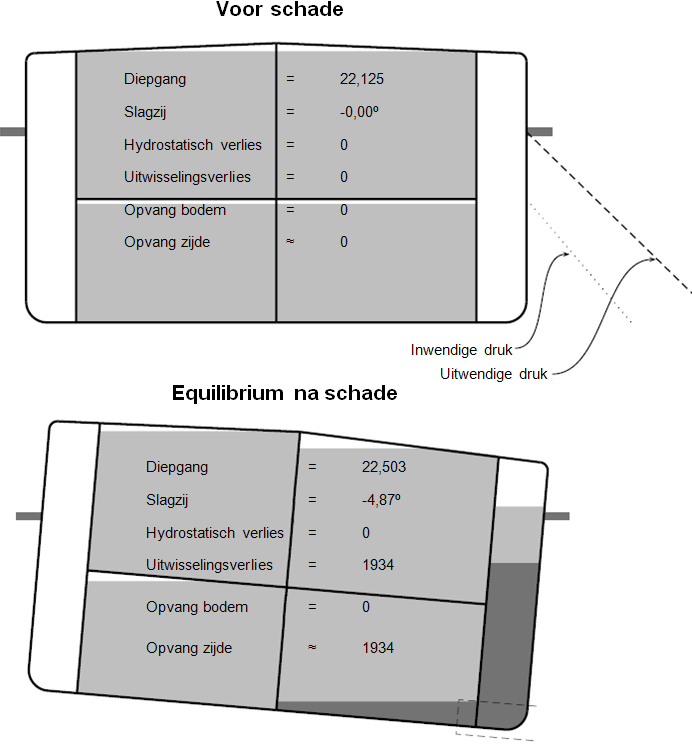
Middendek-tanker, schade 3 m hoog. Lichtgrijs is olie, donkergrijs is zeewater.

Een middendek-tanker is een tankerontwerp met een horizontaal schot, waardoor olielekkage beperkt blijft bij beschadiging van de tanker. Het is een alternatief voor dubbelwandige tankers en vooral bij aanvaringen met hoge energie superieur in termen van het tegengaan van lekkagevolume.
Hoewel de dubbelwandige tanker bij aanvaringen met lage energie geen olie lekt, is dit niet het geval bij aanvaringen met hoge energie, omdat hierbij zowel de buitenromp als de binnenromp beschadigd raken. Aangezien de tanks van een dubbelwandige tanker groter zijn dan die van zowel een MARPOL-tanker als een pre-MARPOL-tanker en ook de hoogte van de lading boven de waterlijn groter is dan bij deze tankers, zal de resulterende lekkage in dit geval groter zijn dan bij deze enkelwandige tankers. Bij de middendek-tanker is de lekkage vele malen minder. De hydrostatische druk van de olie is door het tussendek lager dan die van het zeewater. Indien een tank beschadigd is, drukt het binnenkomende zeewater de lichtere olie omhoog.
Indien de Exxon Valdez een middendek-tanker was geweest, had deze zeer weinig olie gelekt.
Een variant op de middendek-tanker is de Coulombi Egg-tanker, die is goedgekeurd door de IMO als alternatief voor de dubbelwandige tanker. De United States Coast Guard heeft het ontwerp echter niet goedgekeurd, waarmee het er voor heeft gezorgd dat het ontwerp niet gebouwd wordt, hoewel het superieur is bij aanvaringen met hoge energie.